# Mr. Mxyzptlk
Mr. Mxyzptlk (uttalat: mɪksˈjɛzpɪtlɪk, mĭks·yĕz′·pĭt·lĭk, mɪksˈjɛzpɪtəlɪk eller mĭks·yĕz′·pĭt·l·ĭk) är en okynnig "superskurk" som dyker upp i DC Comics serier om Stålmannen. Figuren skapades av Jerry Siegel och Joe Shuster, och hade sitt första framträdande i Superman #30 (1944).
Han porträtteras vanligen som en trickster, i den klassiska mytologiska betydelsen, i och med att han njuter av att förvirra och plåga Stålmannen. I sina flesta framträdanden i DC Comics kan han endast stoppas genom att luras till att säga sitt eget namn baklänges (Kltpzyxm - "kel-tip-zix-um"), vilket sänder honom tillbaka till sitt hem i den femte dimensionen och håller honom där i minst 90 dagar.
År 2009 blev Mxyzptlk rankad som nummer 76 i IGN:s lista "Greatest Comic Book Villain of All Time".